# Heimbygda

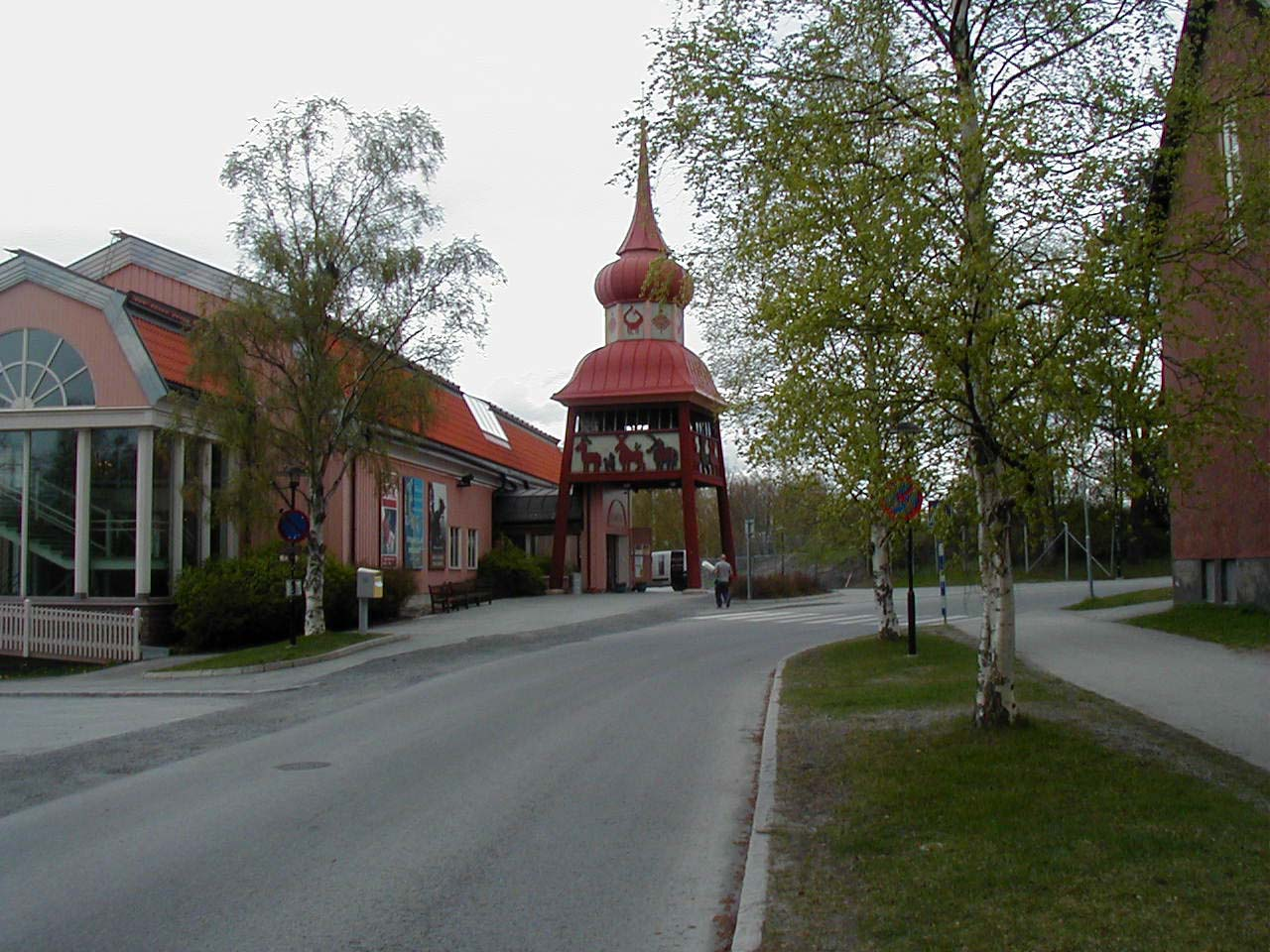
Entrén till Jamtli i Östersund.

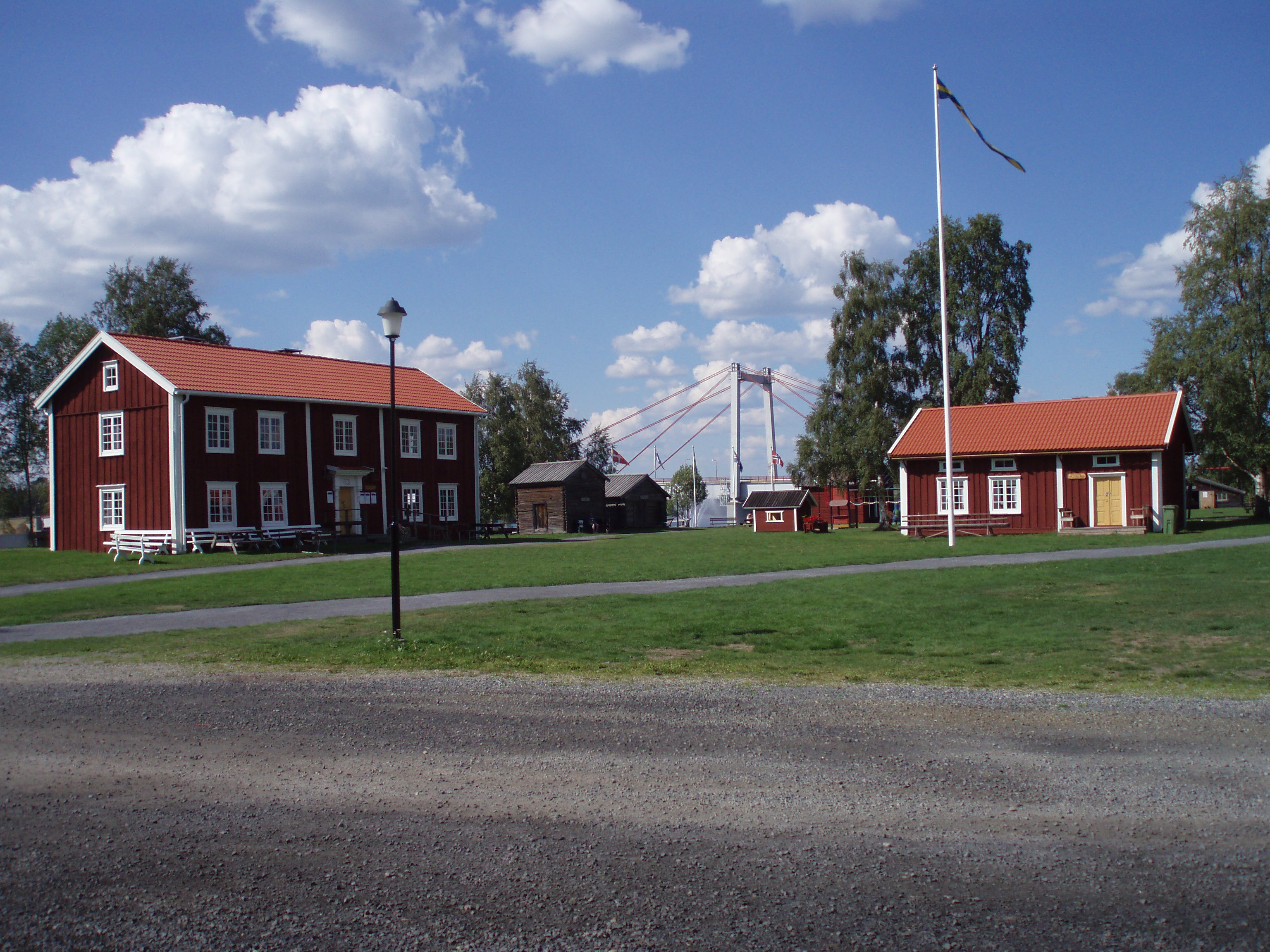
Ströms hembygdsgård i Strömsund.

Heimbygda (jämtska, på svenska: hembygden) är Jämtlands läns förbund av hembygdsföreningar, byalag och bygdegårdsföreningar.
Heimbygda bildades år 1923 som en samarbetsorganisation för hembygdsrörelsen i Jämtlands län och har idag[när?] omkring 18 000 anslutna medlemmar.
De äldre centrala föreningarna, Jämtlands läns fornminnesförening, Föreningen Jämtslöjd och Jämtlands och Härjedalens naturskyddsförening utgjorde 1923, tillsammans med de lokala hembygdsföreningarna i länet, grunden för Heimbygda.